# Canada (roman)
Pour les articles homonymes, voir Canada (homonymie).
Canada (titre original en anglais : Canada) est un roman américain de Richard Ford publié originellement en juin 2012. La traduction française paraît le 22 août 2013 aux éditions de l'Olivier et reçoit la même année le prix Femina étranger.

## Résumé
Écrit rétrospectivement sur le mode subjectif par un adolescent américain de quinze ans, Dell Parsons, qui vit à Great Falls dans le Montana en 1960, le roman décrit son passage brutal et chaotique du monde de l'enfance au monde des adultes. La première partie est la description minutieuse de la vie de la famille, ses parents et sa sœur jumelle Berner, à Great Falls. Une vie pleine de menaces qui rôdent. Ce petit monde, plutôt douillet dans la vie quotidienne, s'écroule lorsque ses parents attaquent une banque et sont ensuite arrêtés par la police. Afin d'éviter les services sociaux et ce qui leur semble être des prisons pour enfants, sa sœur s'enfuit à San Francisco en Californie tandis que Dell est emmené au Canada par une amie de sa mère. 
La seconde partie se passe dans une petite ville de la Saskatchewan, Fort Royal. Dell est confié à un frère de l'amie de sa mère, Arthur Remlinger, qui y possède un hôtel aux activités pas toujours très légales. Dell y découvre des êtres au passé et aux comportements souvent mystérieux, à commencer par celui à qui il a été confié. Au bout de quelques semaines, ce séjour se terminera dans le drame et Dell sera envoyé à Winnipeg dans une famille plus normale. La troisième et dernière partie voit Dell cinquante ans plus tard, au moment où il prend sa retraite de professeur. Il rend visite pour la dernière fois à sa sœur, en phase terminale d'un cancer après une vie chaotique marquée par l'errance et l'alcool.

## Éditions françaises
Éditions imprimées
- Richard Ford (trad. de l'anglais par Josée Kamoun), Canada [« Canada »], Paris, Éditions de l'Olivier, 2013, 477 p. (ISBN 978-2-8236-0011-7, BNF 43670137).
- Richard Ford (trad. de l'anglais par Josée Kamoun), Canada [« Canada »], Paris, Éditions Points, coll. « Points » (no P3300), 2014, 499 p. (ISBN 978-2-7578-4524-0, BNF 43894439).

Livre audio
- Richard Ford (trad. Josée Kamoun), Canada [« Canada »], Paris, Audiolib, 2014 (ISBN 978-2-35641-710-7, BNF 43780674)Narrateur : Thibault de Montalembert ; support : 2 disques compacts MP3 ; durée : 14 h 27 min environ ; référence éditeur : Audiolib 4177764.